# Андрогинос
Андрогинос — термин в иудаизме, применимый к человеку, обладающему как мужскими, так и женскими половыми признаками. В раввинской литературе рассматриваются юридические последствия, которые возникают в результате классификации такого человека к мужскому либо женскому полу. В иудаизме гендер играет центральную роль в юридических обязательствах.

## Биологическая основа
Формирование пола у человека — процесс развития фенотипических структур, обусловленных генотипическим развитием в результате воздействия гормонов, которые вырабатываются в зависимости от развития гонад. Развитие половых различий, или половая дифференциация, включает в себя развитие гениталий и внутренних половых путей, молочных желёз, волос на теле. В ряде случаев, причин, например таких как врождённая гиперплазия коры надпочечников, неполная чувствительность к андрогенам, дисгенезия гонад и др., половые признаки человека могут развиться не отвечающим стандартным представлениям о мужском и женском теле образом.

## Отличие от тумтума
Термин андрогинос относятся конкретно к человеку, который внешне имеет как мужские, так и женские гениталии. Существует похожая, хотя и обособленная категория, называемая тумтум (ивр. טומטום‎, что означает «скрытый»). Маймонид объясняет, что тумтум — это индивидуум, «в котором не различимы ни мужское, ни женское [гениталии]». Таким образом, это противоположность андрогиноса, который имеет гениталии, относящиеся и к мужскому и к женскому полу. Еврейская традиция по-разному относится к тумтумам и андрогиносам. В то время как личность андрогиноса признается неоднозначной, у тумтума указывается конкретный пол, который просто скрыт внешне. Тем не менее, в иудаизме обсуждался статус тумтума во многом так же, как они обсуждали статус андрогиноса.

## Ранние упоминания в еврейской литературе
Хотя это прямо не упоминается нигде в самом Танахе, идея андрогиносов поднимается в Берешите Рабба, мидраше на Книгу Бытия, написанном где-то между 300 и 500 годами нашей эры. Комментатор утверждает, что Адам в истории сотворения мира был сотворён Богом как андрогинос. Он говорит, что позже, когда Ева была создана из его ребра, Бог разделил полы, назначив Адама мужчиной, а Еву женщиной. Несмотря на то, что есть комментаторы, которые не согласны с таким трактованием, объяснение стало хорошо известной и уважаемой теорией в еврейской библейской интерпретации. Например, Раши является одним из ярких примеров комментаторов, принявшей этот подход.

## Талмудический дискурс и теоретическая классификация
Природа андрогиносов — это тема, впервые подробно раскрытая в Мишне, где возникают дебаты относительно классификации человека как мужчины или женщины. Талмуд обсуждает это в основном в двух местах: в трактате Биккурим и в трактате Иевамот. В одном из мнений в трактате Биккурим указывается на то, что у андрогиносов есть элементы мужского пола, элементы женского, элементы обоих, и элементы ни того, ни другого. В другом — что андрогиносы — это отдельный пол, отдельная категория. Иевамот проводит гораздо более подробный анализ, в котором рассматриваются различные подходы в свете мнений, изложенных в Биккурим. В этих обсуждениях выделяют четыре теоретические категории, в которые могут попасть андрогиносы:
- Пол человека неизвестен. Они могут быть мужчинами или женщинами, но их истинная природа остается под вопросом.
- Они представляют собой отдельный пол, отдельную категорию, полностью отделенную от мужского и женского полов.
- Они бывают как мужчинами, так и женщинами, то есть существуют одновременно как представители обоих полов.
- Они считаются мужчинами. Поскольку они обладают мужскими половыми признаками, они принадлежат к мужскому полу.

Галаха имеет определенные мицвы, которые различаются для мужчин и женщин, и поэтому пол становится чрезвычайно важным аспектом личности.

### Юридическая классификация
При определении юридического пола андрогиносов меньшинство посеков классифицирует их полностью как мужчин. Следовательно, андрогиносы будут обязаны соблюдать все те же мицвы, что и мужчины. Однако большинство комментаторов Талмуда и посеков не присваивают андрогиносам фиксированный пол, а вместо этого оставляют их в статусе неопределенных идентичности. Из-за неопределенной идентичности такого человека в разных случаях его можно классифицировать по-разному, иногда как мужчину, иногда как женщину, иногда и как мужчину и как женщину, а иногда никак. Юридические последствия такого отношения заставляют человека соблюдать еврейский закон в соответствие и с правилами для мужчин, и для женщин. Согласно этой классификации, в случаях, когда законы различаются для мужчин и женщин, андрогиносы должны придерживаться более строгого варианта. Те, кто классифицирует андрогиносов как мужчин и женщин, соглашаются с этим принципом, хотя практика может отличаться в некоторых случаях.

## Операция по выбору пола
В настоящее время в иудаизме ведутся споры, касающиеся допустимого подхода и действий для человека, обладающего гениталиями промежуточного типа. Раввин Мойше Штернбух (1926-) пишет, что человеку с такими гениталиями всегда следует делать операцию, чтобы стать мужчиной. Единственное исключение из этого правила — если у человека есть очевидные женские гениталии, у которых также есть дополнительные внешние структуры.
Раввин Элиэзер Вальденберг (1915—2006), автор книги «Циц Элиэзер», утверждает, что в целом пол зависит исключительно от внешней анатомии. И, таким образом, даже если у человека есть внутренние органы или хромосомы одного пола, но есть гениталии другого пола, его пол следует определять исходя из внешней анатомии. В случае когда у человека есть как мужские, так и женские гениталии, человека следует превратить в мужчину.
По словам раввина Вальденберга, поскольку мужчины обязаны выполнять больше заповедей, чем женщины, становление мужчиной позволяет человеку выполнять больше мицвот, чем если бы он был женщиной. В отличие от раввина Мойше Штернбуха, раввин Вальденберг также разрешает такому человеку, который после операции (определяемой медицинским сканированием / генетическими тестами) действительно стать женщиной, пройти операцию, чтобы стать внешне женщиной.